# Počarová
Počarová (in ungherese Pocsaró) è un comune della Slovacchia facente parte del distretto di Považská Bystrica, nella regione di Trenčín.